# Nagy László (református lelkész)
Nagy László (Székelyudvarhely, 1926. március 28. – Kolozsvár, 1998. augusztus 25.) romániai magyar református lelkész, egyházi író, lapszerkesztő.

## Életútja
A középiskolát szülővárosában végezte a Római Katolikus Főgimnáziumban (1946). A kolozsvári Református Teológia és azzal párhuzamosan a Bolyai Tudományegyetem magyar-filozófia szakos hallgatója (1946–50). Helyettes lelkész Tordoson, segédlelkész Brassóban, Tordán, lelkipásztor Haranglábon, Csáváson, 1974-től a kolozsvári Protestáns Teológia főkönyvtárosa.
Tanulmányokat folytatott Genfben (1978–79); a lelkészek számára kiadott Igehirdető (1990-), az Erdélyi Református Egyházkerületi Értesítő (1994-) felelős szerkesztője; a Református Szemlének 1990-től 1997-ig, az Üzenetnek 1996-ban főszerkesztője; az egyházkerületi vallástanárképző (később a Babeș-Bolyai Egyetem Református Hittudományi Fakultása) dogmatika- és etikatanára, a Hang és Visszhang c. internetes újság elindítója, a Szemle-Füzetek c. sorozat (1990-) szerkesztője.
Első írását A lélek gyümölcse c. alatt a Református Szemle közölte (1953), e lap állandó munkatársa, 1990-től főszerkesztője. Csiha Kálmánnal közösen megalapították az Igehirdető c. folyóiratot. Tudományos teológiai füzetsorozat szerkesztője, hittankönyvek szerzője. Lefordította Eduard Thurneysen, Walter Lüthi, Oscar Culmann, François Bovon teológiai munkáit.
Kolozsvárt érte a halál, de szülővárosában, Székelyudvarhelyen helyezték örök nyugalomra 1998. augusztus 28-án.

## Kötetei
- Pál apostol kapcsolatai levelei protokolljában (Kolozsvár, 1991)
- Szenczi Molnár Albert. A kutatás új útjai (Kolozsvár, 1993)
- Református templomi imádságoskönyv (társszerzésben, Kolozsvár, 1994)
- Madách Imre Az ember tragédiája c. színművének theologiai vizsgálata (Kolozsvár, 1994)
- Tanulmányok a csávási református egyházközség történetéből (Kolozsvár, 1995)
- "Fiaim, csak énekeljetek". Csávási emlékkönyv (Kolozsvár, 1995)
- "Tiszteld atyádat..." (tanulmányok, Kolozsvár, 1995); "és vidámítsd meg az én szívemet" (anekdoták, életképek, Kolozsvár, 1996)
- Károli Gáspár bibliafordító élete és kora (Nagyvárad 1996)